# Adrianna Biedrzyńska
Adrianna Biedrzyńska (Toruń, 30 marzo 1962) è un'attrice polacca.

## Biografia
Adrianna Biedrzyńska è un'attrice che si è divisa, nel corso della sua carriera, tra il cinema, la televisione e il teatro. In Italia viene ricordata soprattutto per le sue interpretazioni nel Decalogo 4 di Krzysztof Kieślowski e in Un'altra vita di Carlo Mazzacurati.

## Filmografia parziale
- Boris Godunov, regia di Sergei Bondarchuk (1986)
- La notte dei maghi (Hanussen), regia di István Szabó (1988)
- Decalogo 4 (Dekalog, cztery), regia di Krzysztof Kieślowski (1990)
- Un'altra vita, regia di Carlo Mazzacurati (1992)